# Justo Zambrana
Justo Tomás Zambrana Pineda (/ˈxusto toˈmas θɛ̃mˈbɾana piˈneða/) est un homme politique espagnol membre du Parti socialiste ouvrier espagnol (PSOE), né le 8 mars 1947 à Badolatosa.

## Biographie

### Jeunesse et premiers engagements
Justo Tomás Zambrana Pineda naît le 8 mars 1947 à Badolatosa, dans la province de Séville. Il a une licence en sciences économiques de l'université complutense de Madrid, et une en philosophie de l'Institut catholique de Paris. Il est fonctionnaire du corps des administrateurs civils depuis 1975.
Il adhère à l'Union générale des travailleurs (UGT) en 1974 et au Parti socialiste ouvrier espagnol (PSOE) l'année suivante. Lors des élections générales anticipées du 28 octobre 1982, il est élu député de la circonscription de Cuenca au Congrès des députés. Il est réélu en 1986 et 1989, occupant notamment le poste de porte-parole budgétaire du groupe socialiste.

### Cadre de l'UGT et secrétaire d'État
Il entre le 6 avril 1986 à la commission exécutive de l'UGT, étant élu par 93 % des voix au cours du XXXIVe congrès. Chargé des relations institutionnelles, il remet sa démission le 10 novembre 1987 dans le cadre du conflit opposant l'UGT au PSOE à propos de la loi de finances pour 1988 : à l'inverse de deux autres cadres, il choisit donc de quitter la direction du syndicat pour conserver son mandat parlementaire.
Il est nommé en conseil des ministres le 22 mars 1991 secrétaire d'État à l'Administration publique, en remplacement de Teófilo Serrano (es), devenu secrétaire général du PSOE régional de Madrid. Ayant échoué à renouveler son mandat de député aux élections de 1993, il est relevé de ses fonctions par le ministre des Administrations publiques Jerónimo Saavedra au profit de Constantino Méndez le 29 juin 1994 de manière totalement inattendue, officiellement en raison de l'absence de résultat dans la réforme de l'administration publique, un sujet en souffrance depuis l'accession des socialistes au pouvoir en 1982.

### Proche de José Bono
Il finit par retrouver son mandat parlementaire le 13 septembre, après la démission de Virgilio Zapatero. Il démissionne moins d'un an plus tard, le 11 juillet 1995, afin de devenir conseiller à l'Éducation et à la Culture de la Junte des communautés de Castille-La Manche dans le nouveau gouvernement de José Bono. Après les élections de 1999, Bono le désigne conseiller aux Administrations publiques. Il démissionne de l'exécutif en 2000, pour rejoindre le cabinet de la présidence. En mars 2001, il prend la présidence du conseil économique et social de la communauté autonome.
Lorsque Bono est nommé ministre de la Défense le 18 avril 2004, il appelle Zambrana à ses côtés, comme sous-secrétaire de la Défense. Il passe au poste de sous-secrétaire de l'Intérieur en 2006, après que Bono a cédé sa place au ministre de l'Intérieur José Antonio Alonso, lui-même remplacé par Alfredo Pérez Rubalcaba.  Le 16 juillet 2011, le nouveau ministre de l'Intérieur Antonio Camacho choisit Zambrana pour lui succéder au poste de secrétaire d'État à la Sécurité. 
Il se retire de la vie politique à l'issue de son mandat le 31 décembre 2011.